# Делич, Франц
Франц Де́лич (нем. Franz Delitzsch; 23 февраля 1813, Лейпциг — 4 марта 1890, там же) — немецкий гебраист, лютеранский теолог, переводчик Нового Завета на иврит.

## Биография
Франц Делич не был евреем по происхождению, хотя его нередко считали евреем за глубокие познания в раввинской письменности, с одной, и симпатии к евреям, с другой стороны, к чему ещё присоединялось то обстоятельство, что он называл «дядею» своего крёстного отца, действительно происходившего из евреев.
Он посвятил себя изучению семитских языков, в 1844 стал ассистентом профессора в Лейпциге, затем — профессором университетов в Ростоке в 1846, Эрлангене — в 1850 и в 1867 — в Лейпциге, где преподавал до конца жизни.
В 1880 году Франц Делич основал Институт иудаики (Institutum Judaicum) в Лейпциге для подготовки миссионеров для проповеди христианства среди евреев. Наиболее известен своим переводом Нового Завета (1877) на древнееврейский язык (после его смерти выходили переводы и на современный иврит).
Сын Фридрих Делич, немецкий ассиролог, сторонник панвавилонизма.

## Научно-исследовательская деятельность
Франц Делич внёс значительный вклад в исследование еврейской филологии и истории литературы, а также толкование библейских текстов. Будучи прогрессивным ветхозаветным критиком, он начинал как ярый сторонник консервативной точки зрения, постепенно переместился на современные позиции (в отношении документов Пятикнижия и дат Второзакония, Исайи 40—66, Даниила). Кроме того, он занимался библейской психологией.
В 1837 году им был составлен каталог еврейских и сирийских манускриптов.

## Избранные публикации
Главной его работой была «История иудейской поэзии» (Zur Geschichte der Jüdischen Poesie, 1836), а также:
- Jesus und Hillel (1879),
- Jüd. Handwerkerleben zur Zeit Jesu (1879)
- редакция книги Вебера System der Altsynag. Theologie (Лейпциг, 1880).
- Pentateuch-Kritische Studien в Zeitschr. für Kirchliche Wissenschaft (1880, 1882), и комментарии: на
- «Бытие» (1852, 1853, ред. 1887),
- «Иов» (1864),
- «Исайя» (1866, 1889),
- «Псалмы» (1867),
- «Книга притчей Соломоновых» (1873),
- «Песнь Песней» ,
- «Екклесиаст» (1875).
- Handschriftliche Funde: Die Erasmischen Entstellungen des Textes der Apokalypse (Leipzig 1861)
- ברית חדשה‎ (Berit Khadasha), (Hebrew New Testament, Leipzig 1877)
- Rohling’s Talmudjude beleuchtet, Leipzig 1881
- Neuer Kommentar über die Genesis, mit einem Geleitwort von Prof.Dr. Siegfried Wagner, Gießen/Basel (Brunnen), 1999 (Nachdruck der Ausgabe Leipzig [Dörffling und Franke] 1887).
- Messianische Weissagungen in geschichtlicher Folge, mit einem Geleitwort von Dr. Gerhard Maier, Gießen/Basel (Brunnen), 1992. (Nachdruck der ersten Auflage Leipzig [Faber] 1890).